# Neurolestes trinervis
Neurolestes trinervis là loài chuồn chuồn trong họ Argiolestidae. Loài này được Selys mô tả khoa học đầu tiên năm 1885.